# Iglesia de San Bartolomé (Sangarcía)

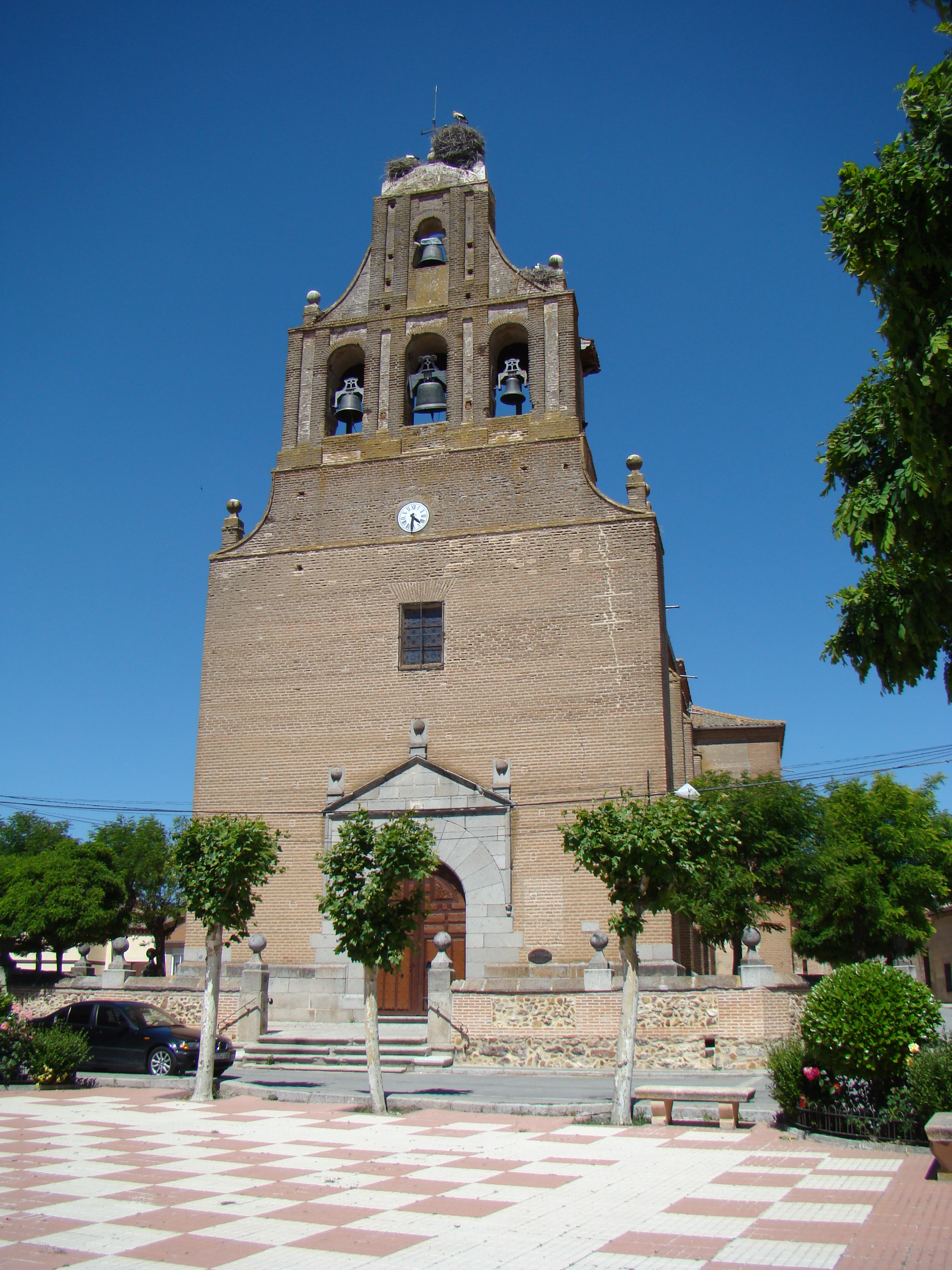
Iglesia de San Bartolomé

La iglesia de San Bartolomé, en Sangarcía (Provincia de Segovia, España) constituye un ejemplo de arquitectura barroca de finales del siglo XVII. Su tardía construcción 1684-1690, se debe a la dependencia de San García a la Abadía de Santa María Real de Párraces, que no autorizó la construcción hasta finales del siglo XVIII.
De planta de cruz latina de una sola nave, cubierta con bóvedas decoradas con yeserías y cúpula sobre pechinas en el crucero. Construida en ladrillo, en torno a cajas de mampostería o adobe enfoscado, su aspecto exterior resulta más bien pobre, a pesar de sus enormes dimensiones, y contrasta fuertemente con la riqueza que presenta en su interior.
En el exterior destacan las portadas, construidas en piedra de granito, la portada principal presenta un arco de medio punto decorado con un jarrón de azucenas en la clave y frontón triangular rematado por bolas de tradición herreriana.